# Stéphanie Lannes-Jean
Stéphanie Lannes-Jean, née le 31 mai 1977 à Toulouse, est une joueuse de handball française, évoluant au poste d'ailière gauche.

## Biographie
Formée à Toulouse, elle rejoint le Handball Metz Métropole en 2002. Avec le club lorrain, elle remporte deux championnats et une coupe de la Ligue. 
Elle quitte Metz en 2005 pour s'installer à Lyon et rejoint le club de l'ASUL Vaulx-en-Velin,. En 2011, elle revient dans la région toulousaine où elle rejoint son mentor Alain Hatchondo au Bruguières Occitan Club 31 Handball. Elle participe à la montée du club en N1. Elle foule une dernière fois le parquet de Bruguières contre l'entente Féminin handball Loire sud 42 le 14 mai 2016, marquant à cette occasion son 258e but pour le BOC.

## Palmarès
- championne de France en 2004 et 2005
- vainqueur de la coupe de la Ligue en 2005
- finaliste de la coupe de France en 2005
- Équipe de France Junior